# Doddanaravangala, Tumkur
Doddanaravangala là một làng thuộc tehsil Tumkur, huyện Tumkur, bang Karnataka, Ấn Độ.